# Квалья, Анджело
Анджело Квалья (итал. Angelo Quaglia; 28 августа 1802, Корнето, Папская область — 27 августа 1872, Рим, королевство Италия) — итальянский куриальный кардинал, доктор обоих прав. Секретарь Священной Конгрегации Тридентского собора с 18 марта 1852 по 27 сентября 1861. Префект Священной Конгрегации по делам епископов и монашествующих и Священной Конгрегации дисциплины монашествующих с 23 апреля 1863 по 27 августа 1872. Камерленго Священной Коллегии Кардиналов с 1871 по 23 февраля 1872. Кардинал-священник с 27 сентября 1861, с титулом церкви Санти-Андреа-э-Грегорио-Маньо-аль-Челио с 30 сентября 1861.

## Источник
- Информация Архивная копия от 8 мая 2021 на Wayback Machine  (англ.)